# Шаховий Оскар

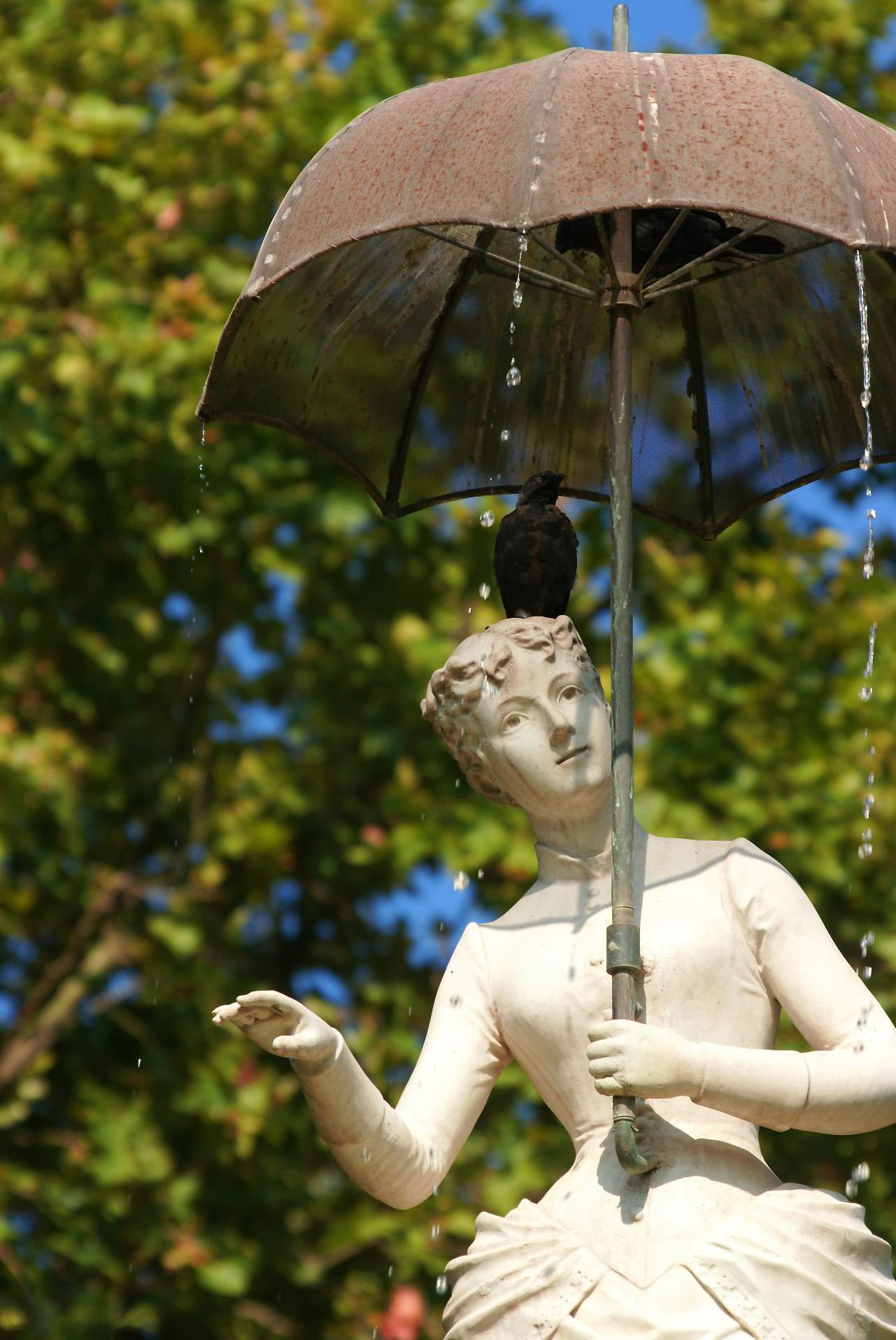
У 1974—1988 роках статуетка «Оскара» була копією знаменитої скульптури «Пані з парасолькою» в Барселоні

Шаховий Оскар — щорічна нагорода для найкращого шахіста світу за підсумками року. Приз заснувала Міжнародна асоціація шахової преси (AIPE) 1967 року. Після розпаду AIPE 1988 року приз не вручали. З 1995 до 2013-го нагороду присуджував російський журнал «64».

## Історія
Уперше ідея визначити найкращого шахіста року за версією шахової преси виникла наприкінці 1967 року під час міжнародного турніру в Пальма-де-Мальорка, одним із організаторів якого був каталонський шаховий журналіст і діяч Жорді Пуїґ-і-Лаборда (кат. Jordi Puig i Laborda). У турнірі переміг данець Бент Ларсен, для якого це була вже четверта поспіль перемога в міжнародних турнірах 1967 року, тому журналісти присудили йому щойнозаснований приз. 1968 року Міжнародну асоціацію шахової преси (AIPE) зареєстровано, а «Оскар» почали вручати вже офіційно. У 1967–1972 роках церемонія вручення відбувалась під час міжнародного турніру в Пальма-де-Мальорка, 1973 — в Мадриді, а з 1974 до 1988 року — в Барселоні.
До 1972 року статуетка мала вигляд вершника на невеликому коні, 1973 року це був ведмідь, який лізе на дерево (див. герб Мадриду), а в 1974–1988 статуетка «Оскара» була копією знаменитої скульптури «Пані з парасолькою» в Барселоні. 1988 року після смерти Жорді Пуїґа діяльність AIPE, а також вручення «Оскара», було припинено.
Присудження нагороди відновлено 1995 року з ініціативи російського часопису «64». Спочатку статуетка символізувала вічно молоду Москву, згодом — чоловіка в човні, героя повісті Миколи Лєскова «Зачарований мандрівник» (рос. Очарованный странник). Останнє вручення відбулося 2013 року.
Рекордсмени:
- Гаррі Каспаров — 11 нагород
- Анатолій Карпов — 9
- Вішванатан Ананд — 6
- Магнус Карлсен — 5 нагород

## Переможці
| Рік                       | Переможець        | Країна    |
| ------------------------- | ----------------- | --------- |
| 2013                      | Магнус Карлсен    | Норвегія  |
| 2012                      | Магнус Карлсен    | Норвегія  |
| 2011                      | Магнус Карлсен    | Норвегія  |
| 2010                      | Магнус Карлсен    | Норвегія  |
| 2009                      | Магнус Карлсен    | Норвегія  |
| 2008                      | Вішванатан Ананд  | Індія     |
| 2007                      | Вішванатан Ананд  | Індія     |
| 2006                      | Володимир Крамник | Росія     |
| 2005                      | Веселин Топалов   | Болгарія  |
| 2004                      | Вішванатан Ананд  | Індія     |
| 2003                      | Вішванатан Ананд  | Індія     |
| 2002                      | Гаррі Каспаров    | Росія     |
| 2001                      | Гаррі Каспаров    | Росія     |
| 2000                      | Володимир Крамник | Росія     |
| 1999                      | Гаррі Каспаров    | Росія     |
| 1998                      | Вішванатан Ананд  | Індія     |
| 1997                      | Вішванатан Ананд  | Індія     |
| 1996                      | Гаррі Каспаров    | Росія     |
| 1995                      | Гаррі Каспаров    | Росія     |
| 1989—1994 не присуждували |                   |           |
| 1988                      | Гаррі Каспаров    | СРСР      |
| 1987                      | Гаррі Каспаров    | СРСР      |
| 1986                      | Гаррі Каспаров    | СРСР      |
| 1985                      | Гаррі Каспаров    | СРСР      |
| 1984                      | Анатолій Карпов   | СРСР      |
| 1983                      | Гаррі Каспаров    | СРСР      |
| 1982                      | Гаррі Каспаров    | СРСР      |
| 1981                      | Анатолій Карпов   | СРСР      |
| 1980                      | Анатолій Карпов   | СРСР      |
| 1979                      | Анатолій Карпов   | СРСР      |
| 1978                      | Віктор Корчной    | Швейцарія |
| 1977                      | Анатолій Карпов   | СРСР      |
| 1976                      | Анатолій Карпов   | СРСР      |
| 1975                      | Анатолій Карпов   | СРСР      |
| 1974                      | Анатолій Карпов   | СРСР      |
| 1973                      | Анатолій Карпов   | СРСР      |
| 1972                      | Боббі Фішер       | США       |
| 1971                      | Боббі Фішер       | США       |
| 1970                      | Боббі Фішер       | США       |
| 1969                      | Борис Спаський    | СРСР      |
| 1968                      | Борис Спаський    | СРСР      |
| 1967                      | Бент Ларсен       | Данія     |